# Casas de Villanúa
Tradicionalmente el Derecho aragonés siguió el modelo germánico para la transmisión de las propiedades, se mantenía la unidad del patrimonio, generalmente escaso, heredado únicamente por el mayor de los hijos varones que se comprometía a continuar las tierras y cuidar a los padres y "tiones", tíos solteros que mientras no se casaran podían permanecer en la casa.
El resto de los hermanos había de renunciar por escrito a cualquier pretensión respecto a las propiedades de su casa de origen, recibiendo a cambio la dote o la legítima según procediera.
Fruto de la continuidad de lo que podríamos llamar linajes por las características de troncalidad y unidad surgen los apodos que vienen a identificar a las familias o casas.
Los motes que nos han llegado hasta nuestros días, aunque muchas familias o casas ya no existan en Villanúa son los siguientes:
- Calle Faci:

Der: Forigona, Brusqué, El Padre, Bonito y Carruña
Izq: Pascuala, Vitor y Pedro Esteban
- Calle San Esteban:

Der: Antonicos, Angeleta, Tejedera, Vicente Mundo, Pantalón, Cachana, Marrasán, Águeda, Gegijos, Salón del ayuntamiento y Gandul.
Izq: Tati, Guerrilla, Faustino, La Habana, Falcino, Callizo, Maruja, María Pablón, Juan d'a Rubia, María Munda, Caitañón, y Jabonero (Melchor).
- Calle Escuelas:

Der: La Herrería, L'alguacil y Mairal
Izq: Escuelas (Ayuntamiento), O Capacero, Modesto Cijuano, Cochón, Lagartijo y Juan d'o Panadero.
- Calle Baja:

Der: Bastero y Pepón
Izq: Laguné y Mundo
- Calle Mediodía:

Der: Maiximino, Polinario, Matavacas, Buxaco, Ambrosio, Curro y Cervera (Puente).
Izq: Franché y Boyero.
- Plaza de la Fuente:

Der: Cartero, Ayanesa (Paco) y Ayuntamiento Viejo.
Izq: Bastero, Blasco, Cabezudo (Gabás), Nicolás, Urrutia (Secretario) y Manila.
- Calle La Iglesia:

Der: Catiza (Cortina), Ferrerón (Bar Collarada), Josito, Cestero (Levate), Negrito, Polaco y Gordo.
Izq: Barrancos, Calixto, Iglesia de San Esteban, Pedro Maestro, Lorenzón, Tomasé y Roñón.
- Calle Ramón Lacasa (Barrio Viñao):

Der: Pelarzas, Levate, Pepa, Vicente sastre, Marcos, Lacasa, Cojeta y Carlitos (Val o Evaristo).
Izq: Molinero, Chato (ambas formaban casa Viñao) y Serrador.
- Calle Mayor:

Der: Terrén, Bastero-Coro, Oliván y Altaoja vieja.
Izq: Portes, Visús, Joaquinaz (Maruja), Estanquero, Borderas, Valeta, Jueves, El Naso, Caracoles, Lazaré, Pité, Bufoneta, Napoleón, La Abadía, Manco, Coro, General y Silverio.
- Camino de la Fuente:

Molino, Navarro y El Puente.
- Arrabal:

Der: Artillero, Troncho, Altaoja, Ramón de Ambrosio (La Estrella) y Campaneta.
Izq: Salanova (Eléctricas), Piquero, Mosén Curé (Villanúa), Isidra y Bergua.

## Arquitectura popular
Las calles del casco viejo se apiñan en torno a las dos plazas principales Mayor y Pequeña o de la Fuente, y en su mayoría se abren al sur aprovechando así la entrada del sol y la luz al máximo, así vemos las calles San Esteban, Faci, Escuelas, Mediodía y Ramón Lacasa, mientras que las tres que van de oeste a este, Mayor, Iglesia y Baja tienen callejones y placetas que las amplían de manera que el sol también entre en ellas.
Casas de piedra con tejados de teja, losa o pizarra y que se construían a nivel inferior de la calle para que fueran más frescas en verano y menos frías en invierno, situando en la planta baja la cuadra y la bodega, cocina y alcobas en la primera planta y la falsa en el aprovechamiento debajo del tejado.
Los grandes hogares de las cocinas que calentaban las casas tenían en la parte exterior fogariles, hechos de ladrillo refractario, que situados en la fachada le daban más profundidad, las chimeneas que remataban los hogares eran rectangulares. 
En ocasiones las casas se construían separadas unas de otras por viñuelas, de medio metro aproximadamente que permitían una mejor ventilación e incluso la apertura de huecos y ventanas. Además muchas casas tienen mangalés al lado de las puertas para sentarse a descansar y poder echar unos ratos, el más destacado de todos es el de casa Josito en la Plaza Mayor.  
Actualmente cada vez que una casa se reconstruye se pierde una falsa, un fogaril, una viñuela, un mangalé o se construye a nivel de suelo y con chimeneas troncocónicas.